# Falsocularia annulicornis
Falsocularia annulicornis är en skalbaggsart som beskrevs av Stefan von Breuning 1942. Falsocularia annulicornis ingår i släktet Falsocularia och familjen långhorningar. Inga underarter finns listade i Catalogue of Life.